# Juni 1934
| Deze maand                                                                                                 |
| --- |
| - Regeringswisseling na mislukte coup in Litouwen - Oorlog in Arabië beëindigd - Nacht van de Lange Messen |

De volgende gebeurtenissen speelden zich af in juni 1934. Sommige gebeurtenissen kunnen één of meer dagen te laat zijn vermeld doordat ze op de datum staan aangegeven waarop ze in het nieuws kwamen in plaats van de datum waarop ze werkelijk hebben plaatsgevonden.
- 1: De opiumcommissie van de Volkenbond spreekt haar bezorgdheid uit over de groeiende productie van opium en heroïne in Bulgarije.
- 1: August Marahrens, de landsbisschop van Hannover, sluit zich aan bij de belijdenisbeweging, de kerkpolitieke oppositie in Duitsland.
- 1: De KLM opent luchtvaartlijnen Amsterdam-Hull-Liverpool en Groningen-Twente-Eindhoven.
- 1: In de kwartfinales van het wereldkampioenschap voetbal 1934 verslaan Duitsland, Tsjecho-Slowakije en Oostenrijk respectievelijk Zweden, Zwitserland en Hongarije. Italië en Spanje staan ook na verlenging nog gelijk, zodat de wedstrijd moet worden overgespeeld, waarbij Italië wint.
- 1: Duitsland en Frankrijk komen tot een overeenstemming betreffende het Saargebied. Hierbij is de datum voor de volksstemming vastgelegd op 13 januari 1935.
- 3: De uitslagen van de halve finales van het wereldkampioenschap voetbal 1934 luiden: Duitsland-Tsjecho-Slowakije 1-3, Italië-Oostenrijk 1-0.
- 5: De regering van Mantsjoekwo verklaart dat het de Sovjet-Unie aansprakelijk zal stellen als Mantsjoerijse schepen op de Amoer beschoten worden.
- 5: De Volkenbond trekt de financiële hulp voor Liberia in wegens de slechte, op slavernij gelijkende, behandeling van de inheemse stammen.
- 5: De Roemeense minister van Oorlog generaal Oeica treedt af. Minister-president Gheorghe Tătărescu zal de portefeuille voorlopig beheren.
- 5: De Amerikaanse Senaat ratificeert het nieuwe verdrag tussen de Verenigde Staten en Cuba. Met dit verdrag is de volledige soevereiniteit van Cuba bereikt.
- 5: In Spanje wordt een grote door sociaaldemocraten en syndicalisten geleide staking in de landbouw begonnen.
- 5: Op de ontwapeningsconferentie ontstaat een ernstig conflict tussen de voorzitter Arthur Henderson en de Franse minister van Buitenlandse Zaken Louis Barthou, waarbij Barthou de onpartijdigheid van Henderson in twijfel trekt.
- 6: Drie van de oudste Duitse studentencorpora weigeren hun Joodse leden uit te sluiten. Hierop kondigt de regering af dat Duitse studenten geen lid van deze corpora mogen worden.
- 7: In de Verenigde Staten wordt de zilverwet aangenomen:
  - De betaalreserve komt voor 25% uit zilver te bestaan (de rest is goud)
  - Het ministerie van Financiën wordt gerechtigd tot zilveraankopen om dit te bereiken
  - Op winsten voortvloeiende uit zilveraankopen komt 50% belasting
- 7: Het non-agressiepact tussen de Sovjet-Unie en Litouwen wordt met 10 jaar verlengd.
- 7: Het Belgische kabinet-De Broqueville treedt af nadat de liberalen twee keer met de oppositie tegen de regering stemmen.
- 7: In Litouwen mislukt een militaire staatsgreep. Augustinas Voldemaras, die door de coupplegers als regeringsleider werd gewenst, wordt gearresteerd. De voltallige regering treedt af.
- 7: De British Union of Fascists houdt een grote bijeenkomst in Olympia, een groot tentoonstellingsgebouw in Kensington. De harde wijze waarop hun 'stormtroepen' optreden tegen tegenstanders die de toespraak van Oswald Mosley verstoren, en het feit dat de politie daarop niet ingrijpt, veroorzaken een schok in het Verenigd Koninkrijk. Dit incident, en de steun enkele weken later door de BUF van de Nacht van de Lange Messen doen de partij haar kans verliezen een belangrijke politieke factor te worden.
- 7 : De Duitse Rooms-katholieke bisschoppenconferentie publiceert een brief aan de gelovigen, waarin zij ernstig waarschuwt tegen de nazi-ideologie. Kardinaal Alois Bertram, voorzitter, verbiedt de brief van de kansels voor te lezen vanwege nog voortgaande onderhandelingen met de regering over het concordaat (van 1933). De Nazi-regering verbiedt de media erover te berichten. Individuele bisschoppen verspreidden de brief in brochurevorm (bv Von Galen) [1][2].
- 8: Nadat Gandhi de actie van burgerlijke ongehoorzaamheid heeft opgegeven, en de Congrespartij tot deelname aan de verkiezingen heeft besloten, worden de verboden voor alle aan de Congrespartij verbonden organisaties opgeheven.
- 8: President Franklin D. Roosevelt krijgt voor een periode van drie jaar de vrijheid om invoerrechten tot maximaal 50% te verhogen of te verlagen zonder dat ratificatie door de Senaat nodig is.
- 9: De Nederlandse regering doet een wetsvoorstel, inhoudende dat Nederland zal toetreden tot het internationale systeem van op GMT gebaseerde tijdzones.
- 10: In Nederland wordt een wetsvoorstel ingediend, inhoudende dat onderwijzeressen bij hun huwelijk zullen worden ontslagen.
- 10: In de finale van het wereldkampioenschap voetbal 1934 verslaat gastland Italië na verlenging Tsjecho-Slowakije met 2-1.
- 11: Ernst Röhm kondigt een maand verlof af voor alle SA-leden, voor de meesten in juli. Hijzelf gaat enige tijd herstellen in een kuuroord, en wordt in die tijd vervangen door Fritz von Kraußer.
- 11: Nederland zal vluchtelingen uit Duitsland niet meer naar een derde land uitzetten, behalve wanneer de vluchteling de nationaliteit van dat land bezit.
- 12: In België treedt een nieuw kabinet aan, opnieuw geleid door Charles de Broqueville.
- 12: In Litouwen treedt een nieuwe regering aan, geleid door Juozas Tūbelis.
- 12: De Volkenbond benoemt een Volksstemmingscommissie voor het Saargebied.
- 12: Een wervelstorm en daaropvolgende overstromingen richten grote verwoestingen aan in El Salvador, waarbij het dorp Agua volledig verdwijnt en naar schatting 3000 mensen omkomen.
- 13: Schulze, de dader van een mislukte aanslag op Hermann Göring, wordt veroordeeld tot 10 jaar tuchthuis.
- 14: Het conflict tussen Jemen en Saoedi-Arabië wordt beëindigd, grotendeels op Saoedische voorwaarden.
- 14: Adolf Hitler spreekt in Venetië met Benito Mussolini. De volgende punten worden overeengekomen, maar door de partijen verschillend uitgelegd:
  - Duitsland zal de onafhankelijkheid van Oostenrijk erkennen.
  - Er zal getracht worden Duitsland naar de Volkenbond te laten terugkeren, maar alleen onder voorwaarde van volledige bewapeningspariteit.
- 15: De Poolse nationaalsocialistische partij wordt in het woiwodschap Silezië verboden.
- 15: Duitsland kondigt een volledig moratorium af op afbetaling van leningen aan het buitenland voor een periode van zes maanden.
- 15: De Poolse minister van Binnenlandse Zaken Bronisław Pieracki wordt het slachtoffer van een moordaanslag. Hij overlijdt in het ziekenhuis aan zijn verwondingen.
- 15: Bij een aanslag op president Carlos Mendieta van Cuba raakt deze lichtgewond.
- 16: In Zuid-Tirol wordt Duitstalig onderwijs weer toegestaan.
- 17: De Duitse vicekanselier Franz von Papen spreekt zich in een toespraak uit als voorstander van grotere vrijheid van meningsuiting. Ook zinspeelt hij op een mogelijk einde van de eenpartijstaat en een einde van de coalitie tussen conservatieven en nationaalsocialisten. Duitse kranten wordt verboden de toespraak of delen ervan te publiceren.
- 17: Augustinas Voldemaras wordt voor zijn aandeel in de Litouwse coup veroordeeld tot 12 jaar zware kerkerstraf.
- 19: De Litouwse president Antanas Smetona spreekt de wens uit de stad Vilnius terug te winnen.
- 20: Het proces tegen de daders van de moord op Horst Wessel begint.
- 20: De linkse Catalaanse nationalisten trekken zich terug uit de Cortes (het Spaanse parlement). De Baskische nationalisten sluiten zich bij hen aan.
- 19: De Oostenrijkse president Engelbert Dollfuss spreekt met de Franse minister van Buitenlandse Zaken Louis Barthou. Frankrijk bevestigt hierbij zijn bereidheid om voor de Oostenrijkse onafhankelijkheid garant te staan.
- 22: De Franse minister van Buitenlandse Zaken Louis Barthou bezoekt Roemenië. In een feestelijke zitting van de Roemeense Senaat en Kamer wordt Barthou tot Roemeens ereburger benoemd.
- 22: Joegoslavië ondertekent het Balkanpact,
- 23: Premier Leon Kozlowski volgt de vermoorde Bronisław Pieracki op als minister van Binnenlandse Zaken.
- 25: Polen besluit tot bouw en aanschaf van 13 schepen, gedeeltelijk ter vernieuwing en gedeeltelijk ter uitbreiding van de marinevloot.
- 25: De Nederlandse Hoge Raad bepaalt dat voor de winkelsluitingswet christelijke feestdagen (zoals kerst) niet als zondag gelden.
- 26: Alle werken van Benedetto Croce en Giovanni Gentile worden op de Index geplaatst.
- 26: Bij een bijeenkomst van de Kleine Entente spreken Nicolae Titulescu, Edvard Beneš en Bogoljub Jevtić hun ongerustheid uit over de bedreiging van de vrede in Europa. Ze spreken zich uit voor een verdere krachtsinspanning om de Ontwapeningsconferentie tot een succes te maken.
- 26: In een week tijd hebben drie aanslagen op Gandhi plaatsgevonden; hij bleef ongedeerd.
- 26: Japan en Nederland beginnen handelsbesprekingen.
- 26: Reza Pahlavi en Mustafa Kemal ontmoeten elkaar in en onderweg naar Istanboel. Onderwerpen zijn onder meer het sluiten van een militair verdrag en de aanleg van verbindende spoorlijnen.
- 28: Italië stationeert enkele schepen in de haven van het Albanese Durazzo. Officieel is de reden onbetrouwbaarheid van Albanië, maar men gaat er in het algemeen van uit dat de actie vooral als signaal naar de Kleine Entente bedoeld is.
- 28: Arthur Henderson krijgt om gezondheidsredenen ontslag als secretaris-penningmeester van Labour.
- 28: In de Verenigde Staten is een embargo uitgevaardigd op de uitvoer van zilver.
- 29: De Tweede Kamer spreekt zich uit tegen de invoering van de spelling-Marchant.
- 29: Alle leden van de SA worden gedurende de maand juli op verplichte vakantie gestuurd.
- 30: SA-leden, onder wie SA-leider Ernst Röhm en generaal Kurt von Schleicher worden beschuldigd van een complot tegen Adolf Hitler. Een aantal van hen wordt gearresteerd, anderen doodgeschoten. Viktor Lutze volgt Röhm op als Obergruppenführer. Zie: Nacht van de Lange Messen.

en verder:
- Nationaalsocialistische bomaanslagen in Oostenrijk worden zeer talrijk. Ze zijn onder meer gericht op de spoorwegen en op openbare gebouwen in Wenen.
- In diverse Franse steden vinden betogingen van socialisten en communisten plaats, waarbij de politie soms hardhandig ingrijpt.
- Duitse leiders verklaren dat de nationaalsocialistische revolutie nog niet ten einde is.
- Roemenië en de Sovjet-Unie hervatten de betrekkingen.

<< · januari · februari · maart · april · mei · juni · juli · augustus · september · oktober · november · december · >>
1. ↑  Katholisches Milieu und Widerstand, der Kreuzkampf im Oldenburger Land im Kontext des nazionalsozialistischen Herrschaftsgefüges, Maria Anna Zumholz (Hg.), LIT Verlag  Dr. W. Hopf Berlin, 2012, seite 27
2. ↑  Faschismus,Elefanten Press, Berlin, 1976, chronologie, seite 148 (1934)